# Liste von Medailleuren F–K
Die Liste enthält Medailleure, die für einen Artikel in der Wikipedia tauglich sind und hauptberuflich oder als Künstler-Medailleure Arbeiten geschaffen haben, deren Leben und deren Werk, auch Einzelwerke im Bereich der Medaillenkunst, Gegenstand wissenschaftlicher Forschung sind. Ein zusätzlicher Anhaltspunkt kann die Aufnahme in öffentlichen überregionalen Sammlungen, den großen Münzkabinetten, sein. Sie ist primär eine Findliste, die die betreffenden Artikel der Wikipedia erschließen soll, sekundär auch eine Arbeitsliste, die über den Zugang über das Kategoriensystem der Wikipedia hinausgeht.
Nicht aufgeführt werden im Allgemeinen Medailleure, über die mangels geeigneter Informationen kein Artikel für die Wikipedia geschrieben werden kann, das schließt diejenigen aus, die lediglich für Sammler innerhalb der Numismatik von Interesse und in deren Datenbanken, Spezialsammlungen, Verkaufs- oder Auktionskatalogen gelistet sind.
Eine Vollständigkeit dieser Findliste wird nicht angestrebt.
Neueinträge, für die noch kein eigener Artikel existiert, sollten auf der Listendiskussionsseite vorgestellt und ihre Relevanz vorher begründet dargestellt werden.
Die Tabelle ist sortierbar nach Namen, nach Lebensdaten und nach Wirkungsdaten. Wenn z. B. keine genauen Lebensdaten bekannt sind, so sortiert der Eintrag nach dem Jahrhundert der Geburt. Die Daten der Wirkungszeit sind immer nach den jeweiligen Jahrhunderten geordnet, wodurch sich eine Epochengliederung erschließen lässt. Bei den roten Links (Artikel noch nicht vorhanden) sollte in der Spalte Bemerkungen immer eine Quelle für den ersten Einstieg angegeben sein.

## Liste
A
B
C
D
E
F
G
H
I
J
K
L
M
N
O
P
Q
R
S
T
U
V
W
X
Y
Z
| Name | Lebensdaten                                                                             | Wirkungszeit                | Land                                                 | Bemerkung |
| --- | --------------------------------------------------------------------------------------- | --------------------------- | ---------------------------------------------------- | --- |
| F |                                                                                         |                             |                                                      | |
| Franz Faber von Rosenstock                                                                                      | 1608–1679                                                                               | 17. Jh.                     | Österreich                                           | Münzmeister in Wien 1659-1660 und 1666-1679 |
| Richard Daniel Fabricius                                                                                        | 1863–1923                                                                               | 19. Jh., 20. Jh.            | Deutschland                                          | |
| Antonio Fabris                                                                                                  | 1790–1865                                                                               | 19. Jh.                     | Italien                                              | Beleg: |
| Joseph Faby | Designer des Maria-Theresien-Talers 1780 zusammen mit Tobias Johann von Schöbel         | 18. Jh.; 19. Jh.            | Österreich                                           | (Auch Fabi). Signatur zusammen mit Schöbel: S·F· Münzwardein in Günzburg 1774–1789, danach dort Münzmeister als Nachfolger von Schöbel 1789–1805 |
| Angelica Bellonata Facius                                                                                       | 1806–1887                                                                               | 19. Jh.                     | Deutschland                                          | |
| Friedrich Wilhelm Facius                                                                                        | 1764–1843                                                                               | 18. Jh., 19. Jh.            | Deutschland                                          | |
| Giovanni Falier                                                                                                 |                                                                                         | 16. Jh.                     | Italien                                              | auch: Giovanni Faletro, Giovanni Faller; Quelle: |
| Raimund Faltz                                                                                                   | 1658–1703                                                                               | 17. Jh., 18. Jh.            | Deutschland/Schweden                                 | Signatur: R·F· |
| István Béla Farkas                                                                                              | 1915–2005                                                                               | 20. Jh., 21. Jh.            | Ungarn                                               | Beleg: |
| Wilhelm Fassbinder                                                                                              | 1858–1915                                                                               | 19. Jh., 20. Jh.            | Deutschland                                          | |
| Richard-Camille Fath                                                                                            | 1900–1952                                                                               | 20. Jh.                     | Frankreich                                           | Signatur: FATH |
| Hanns Fechner                                                                                                   | 1860–1931                                                                               | 19. Jh., 20. Jh.            | Deutschland                                          | |
| Reinhold Felderhoff                                                                                             | 1865–1919                                                                               | 19. Jh., 20. Jh.            | Deutschland                                          | |
| Giuseppe Ferraris                                                                                               | 1791 Turin – 1869                                                                       | 19. Jh.                     | Italien                                              | Signatur: F· |
| Thomas James Ferrell                                                                                            | 1939 Clayton, New Jersey - 2020 Sewell, New Jersey                                      | 20. Jh., 21. Jh.            | USA                                                  | Beleg: |
| Alfons Feuerle                                                                                                  | 1885–1968                                                                               | 20. Jh.                     | Deutschland                                          | Beleg: und offline |
| Rudolf Fiedler                                                                                                  | Graveur in Meißen für die Porzellan-Manufaktur 1948–1959                                | 20. Jh.                     | Deutschland                                          | Beleg: |
| Filarete | ca. 1400–1469                                                                           | 15. Jh.                     | Italien                                              | eigentlich: Antonio di Pietro Averlino |
| Niccolò Fiorentino auch Spinelli, Niccolò di Forzore                                                            | 1430–1514                                                                               | 15. Jh., 16. Jh.            | Italien                                              | Beleg: |
| Ferdinand August Fischer                                                                                        | 1805–1866                                                                               | 19. Jh.                     | Deutschland                                          | Signaturen: A. FISCHER; A.F. |
| Johann Karl Fischer                                                                                             | 1802–1865                                                                               | 19. Jh.                     | Deutschland                                          | Signaturen: KF (Monogramm); C. FISCHER |
| Wilfried Fitzenreiter                                                                                           | 1932–2008                                                                               | 20. Jh.                     | Deutschland                                          | Signatur: F4 (Monogramm) |
| John Flaxman | 1755–1826                                                                               | 18. Jh., 19. Jh.            | Großbritannien                                       | |
| Florian Flierl                                                                                                  | * 1955                                                                                  | 20. Jh.                     | Deutschland                                          | Beleg: |
| Marco Flierl | * 1963                                                                                  | 20. Jh.                     | Deutschland                                          | Beleg: |
| Karl Föll | 1908–2000                                                                               | 20. Jh.                     | Deutschland                                          | Design von Münzen der BRD zwischen 1955 und 1979 |
| Annibale Fontana                                                                                                | 1540–1587                                                                               | 16. Jh.                     | Italien                                              | Beleg: |
| Richard Förster                                                                                                 | 1873–1956                                                                               | 19. Jh., 20. Jh.            | Deutschland                                          | Beleg: |
| Joachim Forster                                                                                                 | 1500–1579                                                                               | 16. Jh.                     | Deutschland                                          | Beleg: |
| Giovacchino Fortini                                                                                             | 1671–1736                                                                               | 17. Jh., 18. Jh.            | Italien                                              | Beleg: |
| Marian Fountain                                                                                                 | * 1960 Auckland-Otahuhu                                                                 | 20. Jh., 21. Jh.            | Neuseeland/Frankreich                                | Beleg: |
| Lorenzo Fragni gen. Parmense                                                                                    | 1548–nach 1618                                                                          | 16. Jh., 17. Jh.            | Italien                                              | Beleg: |
| João Fragoso | 1913 Caldas da Rainha - 2000 Lissabon                                                   | 20. Jh.                     | Portugal                                             | Beleg: |
| Édouard Fraisse                                                                                                 | 1880–1945                                                                               | 20. Jh.                     | Frankreich                                           | Beleg: und offline. |
| Francesco Antonio da Brescia                                                                                    |                                                                                         | 16. Jh., ca. 1518–1523      | Italien                                              | Beleg: |
| Francesco Francia                                                                                               | 1447–1517                                                                               | 15. Jh., 16. Jh.            | Italien                                              | |
| Anthony de Francisci                                                                                            | 1887 Palermo – 1964 New York                                                            | 20. Jh.                     | Italien/USA                                          | Beleg: und offline. |
| Ettore Lorenzo Frapiccini                                                                                       | * 1957 Buenos Aires                                                                     | 20. Jh. 21. Jh.             | Italien                                              | Signatur: E.L.F. |
| James Earle Fraser                                                                                              | 1876–1953                                                                               | 20. Jh.                     | USA                                                  | [ 42 ] |
| Laura Gardin Fraser                                                                                             | 1889–1966                                                                               | 20. Jh.                     | USA                                                  | Ehefrau von James Earle Fraser |
| Hans Frei | 1868 Basel – 1947 Basel-Riehen                                                          | 19. Jh.; 20. Jh.            | Schweiz                                              | Beleg: |
| Hedwig Frei | 1905 Basel – 1958 Basel-Riehen                                                          | 20. Jh.                     | Schweiz                                              | Beleg: |
| Jobst Freudner                                                                                                  | † vor 1555                                                                              | 16. Jh.                     | Deutschland                                          | auch: Freudener, Siegelschneider |
| Johann Friedrich Freund                                                                                         | Münzmeister in Altona, Schleswig-Holstein 1819 - 1856                                   | 19. Jh.                     | Dänemark                                             | Signatur: FF oder IFF |
| Wolfgang Friedrich                                                                                              | * 1947                                                                                  | 20. Jh.                     | Deutschland                                          | |
| Hermann Fritz                                                                                                   | 1873–1948                                                                               | 19. Jh., 20. Jh.            | Deutschland                                          | Beleg: |
| Mihály Fritz | * 1947 Neumarkt am Mieresch, Siebenbürgen                                               | 20. Jh., 21. Jh.            | Ungarn                                               | Signatur: FM |
| Bernhard Frydag                                                                                                 | 1879–1916                                                                               | 19. Jh., 20. Jh.            | Deutschland                                          | |
| Heinrich Friedrich Füger                                                                                        | 1751–1818                                                                               | 18. Jh., 19. Jh.            | Österreich                                           | |
| Else Fürst | 1873–1943                                                                               | 19. Jh., 20. Jh.            | Deutschland                                          | * 25. Juni 1873 in Leipzig; † 1943 in Theresienstadt |
| Moritz Fürst | 1782–1840                                                                               | 19. Jh.                     | Deutschland, Vereinigte Staaten                      | auch Furst oder Fuerst; entwarf im frühen 19. Jahrhundert mehrere Congressional Gold Medals |
| Wilhelm Füssel                                                                                                  | 1902-1992                                                                               | 20. Jh.                     | Deutschland                                          | Berliner Bildgießer |
| Christoph Füssl                                                                                                 | tätig in Kremnitz von 1643 bis zu seinem Tod 1561                                       | 16. Jh.                     | Österreich (Slowakei)                                | Beleg: |
| Shigeo Fukuda                                                                                                   | 1932–2009                                                                               | 20. Jh., 21. Jh.            | Japan                                                | |
| Stephen Fuller                                                                                                  | Designer in Wellington                                                                  | 21. Jh.                     | Neuseeland                                           | |
| Mathias Furthmair                                                                                               | 1940 - 2015 Speicher, Rheinland-Pfalz                                                   | 20. Jh., 21. Jh.            | Deutschland                                          | Beleg: und offline |
| G |                                                                                         |                             |                                                      | |
| Arthur Galambos                                                                                                 | 1883–?                                                                                  | 20. Jh.                     | Deutschland                                          | Beleg: |
| André Galle | 1761–1844                                                                               | 18. Jh., 19. Jh.            | Frankreich                                           | Krönung Napoleon I. |
| Ettore Galli | 1811 Varano de’ Melegari, Provinz Parma – 1841 Wien                                     | 19. Jh.                     | Italien                                              | Beleg: offline |
| Antonio Gambello                                                                                                | † vor 1481                                                                              | 15. Jh.                     | Italien                                              | Beleg: Architekt, Steinmetz Nachweis als Medailleur? |
| Vittore Gambello gen. Camelio                                                                                   | um 1460–1537                                                                            | 15. Jh., 16. Jh.            | Italien                                              | Beleg: Sohn des Antonio Gambello; Münzmeister in Venedig. |
| József Garányi                                                                                                  | * 1928 Budapest                                                                         | 20. Jh., 21. Jh.            | Ungarn                                               | Signatur: GJ. Entwurf der 200 Forint Münze zum 150. Jubiläum der Ungarischen Akademie der Wissenschaften in Budapest. |
| Petras Henrikas Garška                                                                                          | * 1933 Gyliai, Bezirk Kauen, Litauen                                                    | 20. Jh., 21. Jh.            | Litauen                                              | Signatur: PG Monogramm |
| Frank Gasparro                                                                                                  | 1909 Philadelphia – 2001 Havertown, Pennsylvania                                        | 20. Jh.                     | USA                                                  | Signatur: FG |
| Yvette Gastauer-Claire                                                                                          | * 1957 Esch-an-der-Alzette                                                              | 20. Jh., 21. Jh.            | Luxemburg                                            | |
| August Gaul | 1869–1921                                                                               | 19. Jh., 20. Jh.            | Deutschland                                          | |
| Franz Gaul | 1802–1874                                                                               | 19. Jh.                     | Österreich                                           | bekannt für den Doppeladler |
| Matthes Gebel                                                                                                   | um 1500–1574                                                                            | 16. Jh.                     | Deutschland                                          | |
| Johann Conrad Geiss                                                                                             | 1771–1846                                                                               | 18. Jh., 19. Jh.            | Deutschland                                          | |
| Vincenzo Gemito                                                                                                 | 1852–1929                                                                               | 19. Jh., 20. Jh.            | Italien                                              | Beleg: |
| Antonio Maria de Gennaro                                                                                        | 1679–1744                                                                               | 18. Jh.                     | Italien/Österreich                                   | |
| Julie Genthe | 1869–1938                                                                               | 19. Jh., 20. Jh.            | Deutschland                                          | Beleg: |
| Theodor Georgii                                                                                                 | 1883–1963                                                                               | 20. Jh.                     | Deutschland                                          | |
| Christoforo Geremia, auch: Christophorus Hierimia, Christophorus Hierimiae, Christophorus de Geremiis de Mantua | um 1430–1473                                                                            | 15. Jh.                     | Italien                                              | Beleg: |
| Johann Gerger                                                                                                   | 1805 Wien – 1872                                                                        | 19. Jh.                     | Österreich-Ungarn                                    | Graveur in Kremnitz 1829–1858 |
| Carl Gerl | 1857 Kremnitz, Slowakei – 1907 ebenda                                                   | 19. Jh., 20. Jh.            | Österreich-Ungarn                                    | Auch Karl Gerl und Károly Gerl. 1. Graveur an der ungarischen Münze in Kremnitz seit 1884. und offline |
| Wilhelm Gerstel                                                                                                 | 1879–1963                                                                               | 19. Jh., 20. Jh.            | Deutschland                                          | |
| Hans Gerstmayr                                                                                                  | 1882–1987                                                                               | 19. Jh., 20. Jh.            | Österreich                                           | Signatur: HG (Monogramm) |
| Gerhard Geyer                                                                                                   | 1907–1989                                                                               | 20. Jh.                     | Deutschland                                          | |
| Otto Geyer | 1843–1914                                                                               | 20. Jh.                     | Deutschland                                          | |
| Ernst Moritz Geyger                                                                                             | 1861–1941                                                                               | 19. Jh., 20. Jh.            | Deutschland                                          | |
| Pietro Giampaoli                                                                                                | 1898–1998                                                                               | 20. Jh.                     | Italien                                              | |
| Francesco Giannone                                                                                              | 1906–1996                                                                               | 20. Jh.                     | Italien                                              | Beleg: |
| Ludwig Gies | 1887–1966                                                                               | 20. Jh.                     | Deutschland                                          | |
| Wilhelm Giesecke                                                                                                | 1854–1917                                                                               | 19. Jh., 20. Jh.            | Deutschland                                          | |
| Mary Gaskell Gillick OBE                                                                                        | 1881–1965                                                                               | 19. Jh., 20. Jh.            | Vereinigtes Königreich                               | Beleg: |
| Raffaele Evaristo Luigi Giorgi                                                                                  | 1848 Lucca – 1912 Rom                                                                   | 19. Jh., 20. Jh.            | Italien                                              | Signatur: L· GIORGI |
| Giuseppe Girometti                                                                                              | 1780–1851                                                                               | 19. Jh.                     | Italien                                              | |
| Pietro Girometti                                                                                                | 1812–1859                                                                               | 19. Jh.                     | Italien                                              | Sohn des Giuseppe Girometti; Beleg: |
| Oskar Glöckler                                                                                                  | 1893 Stuttgart – 1938 ebenda                                                            | 20. Jh.                     | Deutschland                                          | Signatur: OG (Monogramm). |
| Wacław Głowacki                                                                                                 | 1828-1908                                                                               | 19. Jh., 20. Jh.            | Polen                                                | Signatur: W. GLOWACKI |
| Christian Gobrecht                                                                                              | 1785 Hanover Pennsylvania - 1844 Philadelphia, Pennsylvania                             | 19. Jh.                     | USA                                                  | |
| Werner Godec | * 1946                                                                                  | 20. Jh.                     | Deutschland                                          | |
| Bernd Göbel | * 1942                                                                                  | 20. Jh.                     | Deutschland                                          | |
| Gerhard Gödt | 1670 Koblenz - 1737 ebenda                                                              | 17. Jh., 18. Jh             | Deutschland                                          | Münzmeister in Koblenz 1698 - 1737, Signatur: GG |
| Edmond Goergen                                                                                                  | 1914–2000                                                                               | 20. Jh.                     | Luxemburg                                            | |
| Guido Goetz | 1912–1992                                                                               | 20. Jh.                     | Deutschland                                          | Sohn des Karl Goetz |
| Karl Goetz | 1875–1950                                                                               | 19. Jh., 20. Jh.            | Deutschland                                          | |
| Gottlieb Goetze                                                                                                 | tätig in Berlin 1830–1840                                                               | 19. Jh.                     | Deutschland                                          | Beleg: |
| Martin Götze | 1865–1928                                                                               | 19. Jh., 20. Jh.            | Deutschland                                          | Beleg: |
| Wilhelm Goetze                                                                                                  | *1881 Ludwigshafen-Friedensau/Pfalz                                                     | 20. Jh.                     | Deutschland                                          | Beleg: |
| Edmund Gomansky                                                                                                 | 1854–1930                                                                               | 19. Jh., 20. Jh.            | Deutschland                                          | |
| Pierre Wautier van de Goor                                                                                      | 1783 Antwerpen – 1851 Utrecht                                                           | 19. Jh.                     | Belgien und Niederlande                              | Beleg: |
| Ernst Gorsemann                                                                                                 | 1886–1960                                                                               | 20. Jh.                     | Deutschland                                          | |
| Theodor von Gosen                                                                                               | 1873–1943                                                                               | 19. Jh., 20. Jh.            | Deutschland                                          | |
| Józef Gosławski                                                                                                 | 1908–1963                                                                               | 20. Jh.                     | Polen                                                | |
| Juan Gottuzo | 1858–1924                                                                               | 19. Jh., 20. Jh.            | Argentinien                                          | Beleg: und offline |
| Vladimir Gottwald                                                                                               | * 1950 Tschechien                                                                       | 20. Jh., 21. Jh.            | Australien                                           | Designer Royal Australian Mint Canberra |
| Johann Samuel Götzinger                                                                                         | 1734 Ansbach - 1791 ebenda                                                              | 18. Jh.                     | Deutschland                                          | Beleg: |
| Alf Gerhard Grabe                                                                                               | 1880 Göteborg - 1966 Stockholm                                                          | 19. Jh., 20. Jh.            | Schweden                                             | Signatur: G |
| Maya Graber | * 1974 Sempach (Schweiz)                                                                | 20. Jh., 21. Jh.            | Schweiz und Deutschland                              | Medaille 60 Jahre Kölner Münzfreunde, Maya Graber |
| C. Graf | 1871 Medailleur in Hamburg                                                              | 19. Jh.                     | Deutschland                                          | |
| Paul Grandhomme                                                                                                 | 1851–1944                                                                               | 19. Jh., 20. Jh.            | Frankreich                                           | |
| Anton Grath | 1881–1956                                                                               | 20. Jh.                     | Österreich                                           | |
| Werner Graul | 1905–1984                                                                               | 20. Jh.                     | Deutschland                                          | |
| Emilio Greco | 1913–1995                                                                               | 20. Jh.                     | Italien                                              | |
| Daniel Greiner                                                                                                  | 1872–1943                                                                               | 19. Jh., 20. Jh.            | Deutschland                                          | |
| Edwin Grienauer                                                                                                 | 1893–1964                                                                               | 20. Jh.                     | Österreich                                           | |
| Johann Georg Grohmann                                                                                           | Münzmeister der Münzstätte Dresden 1833–1844                                            | 19. Jh.                     | Königreich Sachsen, Deutschland                      | Signatur: G |
| Heinrich Peter Großkurt                                                                                         | tätig 1675–1734 zuletzt in Dresden                                                      | 17. Jh., 18. Jh.            | Königreich Sachsen, Deutschland                      | Signaturen: H.P.G.; GROSKVRT; G. |
| Hugo Grünthal                                                                                                   | 1869 Beuthen, Oberschlesien – 1943 Berlin                                               | 19. Jh., 20. Jh.            | Deutschland                                          | Inhaber der Firma Robert Ball Nachf. Berlin. Herausgeber von Medaillen u. a. zusammen mit Paul Sturm. |
| Arthur K. Grupp                                                                                                 | 1929 Plochingen am Neckar -                                                             | 20. Jh., 21. Jh.            | Deutschland                                          | Deutscher Medailleurpreis Johann Veit Döll 2010 |
| Gruppe der Fugger                                                                                               |                                                                                         | tätig ca. 1541              | Deutschland                                          | Beleg? |
| Gruppe des Kardinal Albrecht                                                                                    |                                                                                         | tätig ca. 1537              | Deutschland                                          | Beleg? |
| Johannes Grützke                                                                                                | 1937–2017                                                                               | 20. Jh., 21. Jh.            | Deutschland                                          | Gedenktafel James Simon |
| Waldemar Grzimek                                                                                                | 1918–1984                                                                               | 20. Jh.                     | Deutschland                                          | Beleg als Medailleur? |
| Helmuth Gsöllpointner                                                                                           | 1933–2025                                                                               | 20. Jh., 21. Jh.            | Österreich                                           | |
| Andrea Guazzalotti                                                                                              | 1435–1495                                                                               | 15. Jh.                     | Italien                                              | Beleg: |
| Max Gube | 1844–1904                                                                               | 19. Jh.                     | Deutschland                                          | Beleg: |
| G. Guerchet | Medailleur in Paris 1870–1899                                                           | 19. Jh.                     | Frankreich                                           | |
| Helmut Güldner                                                                                                  | 1923–1977                                                                               | 20. Jh.                     | Deutschland                                          | |
| Richard Guhr | 1873–1956                                                                               | 19. Jh., 20. Jh.            | Deutschland                                          | |
| Anton Guillemard                                                                                                | 1745 Arlon – 1812 Prag                                                                  | 18. Jh., 19. Jh.            | Frankreich und Österreich                            | Beleg: |
| Geralf Günzel                                                                                                   | * 1973 Berlin                                                                           | 20. Jh., 21. Jh.            | Deutschland                                          | Signatur: G·G |
| Wolfgang H. Günzel                                                                                              | * 1939 Berlin                                                                           | 20. Jh., 21. Jh.            | Deutschland                                          | Beleg: |
| Peter Götz Güttler                                                                                              | 1939–2024                                                                               | 20. Jh., 21. Jh.            | Deutschland                                          | |
| H |                                                                                         |                             |                                                      | |
| Harald Haacke                                                                                                   | 1924–2004                                                                               | 20. Jh.                     | Deutschland                                          | |
| Ludwig Habich                                                                                                   | 1872–1949                                                                               | 19. Jh., 20. Jh.            | Deutschland                                          | |
| Friedrich Hagenauer                                                                                             | ca. 1490/1500–nach 1546                                                                 | 16. Jh.                     | Deutschland                                          | |
| Emanuel Otto Hahn                                                                                               | 1881 Reutlingen, Württemberg – 1957 Toronto                                             | 19. Jh., 20. Jh.            | Deutschland und Kanada                               | Beleg: |
| Hermann Hahn (Bildhauer)                                                                                        | 1868–1945                                                                               | 19. Jh., 20. Jh.            | Deutschland                                          | |
| Horst Hahne (Medailleur)                                                                                        | * 1940                                                                                  | 20. Jh., 21. Jh.            | Australien                                           | Signatur HH |
| Heikki Häiväoja                                                                                                 | 1929 Jämsä - 2019 Kauniainen, Finnland                                                  | 19. Jh., 20. Jh.            | Finnland                                             | |
| David Hakaraia                                                                                                  | * 1977 Tokoroa, Neuseeland                                                              | 20. Jh., 21. Jh.            | Neuseeland                                           | Designer von Münzen in Wellington |
| Thomas Halliday                                                                                                 | um 1780 - um 1854                                                                       | 18. Jh., 19. Jh.            | Vereinigtes Königreich                               | Signatur: HALLIDAY F |
| Heinrich Friedrich Halter                                                                                       | 1669 Goslar - 1730 Plötzkau                                                             | 17. Jh., 18. Jh.            | Deutschland                                          | Signatur HFH |
| Alberto Hamerani                                                                                                | 1620–1677                                                                               | 17. Jh.                     | Italien                                              | Beleg: |
| Ermenegildo Hamerani                                                                                            | 1683–1756                                                                               | 17. Jh., 18. Jh.            | Italien                                              | Beleg: |
| Ferdinando Hamerani                                                                                             | 1730–1789                                                                               | 18. Jh.                     | Italien                                              | Beleg: |
| Gioacchino Hamerani                                                                                             | 1766–?                                                                                  | 18. Jh., 19. Jh.            | Italien                                              | J HAMERANI Beleg: |
| Giovanni Hamerani                                                                                               | 1763–1846                                                                               | 18. Jh., 19. Jh.            | Italien                                              | G • HAMERANI Beleg: |
| Giovanni Martino Hamerani                                                                                       | 1646–1705                                                                               | 17. Jh.                     | Italien                                              | Beleg: |
| Ottone Hamerani                                                                                                 | 1694–1761                                                                               | 18. Jh.                     | Italien                                              | Beleg: |
| Stanley James Hammond MBE                                                                                       | 1913 Trentham, Victoria – 2000 Melbourne                                                | 20. Jh.                     | Australien                                           | Beleg: |
| John Gregory Hancock                                                                                            | tätig in Birmingham 1775–1815                                                           | 18. Jh., 19. Jh.            | Vereinigtes Königreich                               | Beleg: |
| Hans Eduard Hanisch-Concée                                                                                      | * 1897 Arad, Rumänien – nach 1957                                                       | 20. Jh.                     | Österreich und Deutschland                           | [ 147 ] |
| Johannes Hansky                                                                                                 | 1925–2004                                                                               | 20. Jh., 21. Jh.            | Deutschland                                          | |
| Georges Hantz                                                                                                   | 1846 La Chaux-de-Fonds – 1920 Genf                                                      | 19. Jh., 20. Jh.            | Schweiz                                              | Signatur: G.H. |
| Jiri (Georg) Harcuba                                                                                            | 1928–2013                                                                               | 20. Jh., 21. Jh.            | Tschechien                                           | Beleg: |
| Lucia Maria Hardegen                                                                                            | * 1951                                                                                  | 20. Jh., 21. Jh.            | Deutschland                                          | |
| Danuta Haremska                                                                                                 | * 1954                                                                                  | 20. Jh., 21. Jh.            | Polen und Norwegen                                   | Beleg: |
| Johann Baptist Harnisch                                                                                         | 1777–1826                                                                               | 18. Jh., 19. Jh.            | Österreich                                           | Beleg: |
| Laurent Joseph Hart                                                                                             | 1810–1860                                                                               | 19. Jh.                     | Belgien                                              | Beleg: |
| Peter Hartenbeck                                                                                                | um 1550–1616                                                                            |                             | Deutschland                                          | in Spanien und Österreich tätig |
| Arnold Hartig                                                                                                   | 1878–1972                                                                               | 20. Jh.                     | Österreich                                           | |
| Grete Hartmann                                                                                                  | 1869–1946 Wien                                                                          | 19. Jh., 20. Jh.            | Österreich                                           | geborene Chrobak |
| Hans Hartmann-MacLean                                                                                           | 1862–1946                                                                               |                             | Deutschland                                          | |
| Evelyn Hartnick-Geismeier                                                                                       | 1931–2017                                                                               |                             | Deutschland                                          | |
| Gebrüder Hartwig                                                                                                | Medailleure in Offenbach am Main                                                        | 19. Jh.                     | Deutschland                                          | Schöpfer der Denkmünze 1862 zum Deutschen Schützenfest Frankfurt am Main und verschiedener Schützenmedaillen der Schweiz. |
| Max Haseroth | * 1856 Altenburg – nach 1910                                                            | 19. Jh., 20. Jh.            | Deutschland                                          | Beleg: |
| Isaac Scott Hathaway                                                                                            | 1872 Lexington, Kentucky - 1967 Birmingham, Alabama                                     | 19. Jh., 20. Jh.            | USA                                                  | |
| Philipp Häusler                                                                                                 | 1887 Panczowa (Ungarn), heute Pančevo, Serbien – 1966 Frankfurt am Main.                | 19. Jh., 20. Jh.            | Österreich und Deutschland                           | Signatur: Monogramm FH |
| Paul Haustein                                                                                                   | 1880–1944                                                                               | 19. Jh., 20. Jh.            | Deutschland                                          | |
| Georg Hautsch                                                                                                   | 1659 Nürnberg – 1745 Wien                                                               | 17. Jh., 18. Jh.            | Deutschland, Österreich                              | Beleg: |
| Wilhelm Haverkamp                                                                                               | 1864–1929                                                                               |                             | Deutschland                                          | |
| Jarlath Hayes                                                                                                   | 1924–2001                                                                               | 20. Jh., 21. Jh.            | Irland                                               | |
| Ralph Heaton & Sons                                                                                             | Gegründet 1817 in Birmingham                                                            | 19. Jh., 20. Jh., 21. Jh.   | Vereinigtes Königreich                               | Signatur: H |
| Josette Hébert-Coëffin                                                                                          | 1907–1973                                                                               | 20. Jh.                     | Frankreich                                           | Bildhauerin und Medailleurin, u. a. Medaillen auf de Gaulle, Olympische Spiele 1968, Jean Cocteau, Deportierte des KZ Natzweiler-Struthof |
| Johann Karl von Hedlinger                                                                                       | 1691–1771                                                                               | 18. Jh.                     | Schweiz/Schweden                                     | |
| Jakob August Heer                                                                                               | 1867–1922                                                                               | 19. Jh., 20. Jh.            | Schweiz                                              | |
| P. Heiligenstein                                                                                                | Graveur in 24 Rue du Dôme Straßburg um 1890 bis nach 1925                               | 19. Jh., 20. Jh.            | Deutschland (Elsass-Lothringen)                      | U.a. Schöpfer der Verdienst-Medaille zur Industrie- und Gewerbeausstellung 1895 für Elsass-Lothringen, Baden und Pfalz-Bayern |
| Max Heilmaier                                                                                                   | 1869–1923                                                                               | 19. Jh., 20. Jh.            | Deutschland                                          | |
| Raimo Heino | 1932–1995                                                                               | 20. Jh.                     | Finnland                                             | |
| Reinhart Heinsdorff                                                                                             | 1923–2002                                                                               | 20. Jh.                     | Deutschland                                          | |
| Josef Heise | * 1885 Münster/Westfalen, tätig in Weimar                                               | 20. Jh.                     | Deutschland                                          | Beleg: |
| Wilhelm Helbing                                                                                                 | 1892 gegründet in Leipzig von Siegfried Hellinger, 1970 Firma aufgelöst durch die Erben | 19. Jh., 20. Jh.            | Deutschland                                          | Vereinsabzeichen und Medaillenfabrik W. Helbing |
| August Ludwig Held                                                                                              | 1805 Altenburg – 1839 Berlin                                                            | 19. Jh.                     | Deutschland                                          | Beleg: |
| Hermann Held | * 1872?                                                                                 | 19. Jh.                     | Deutschland                                          | Beleg: |
| Emil Helfricht                                                                                                  | 1878 Gotha – 1908 ebenda                                                                | 19. Jh., 20. Jh.            | Deutschland                                          | Sohn von Ferdinand Helfricht |
| Ferdinand Helfricht                                                                                             | 1809 Zella-Mehlis – 1892 Gotha                                                          | 19. Jh.                     | Deutschland                                          | Beleg: |
| Peippo Uolevi Helle                                                                                             | * 1912 Jyväskylä, Finnland                                                              | 20. Jh.                     | Finnland                                             | Signatur H |
| Johannes Henke                                                                                                  | 1924–2008                                                                               | 20. Jh., 21. Jh.            | Deutschland                                          | Signatur: jh |
| Henri Théodore Martin Herluison                                                                                 | 1835 Orléans - 1905 ebenda                                                              | 19. Jh.                     | Frankreich                                           | Herausgeber von Medaillen auf den Deutsch-Französischen Krieg von 1870 bis 1871. |
| Ernst Herter | 1846–1917                                                                               | 19. Jh., 20. Jh.            | Deutschland                                          | |
| Marit Hertzdahl-Hartman                                                                                         | * 1938 Den Haag                                                                         | 20. Jh., 21. Jh.            | Niederlande                                          | Beleg: |
| Dr. W.J. van Heteren                                                                                            | 1933–1942 Rijks Muntmeester in Utrecht                                                  | 20. Jh.                     | Niederlande                                          | Beleg: |
| Leopold Heuberger                                                                                               | 1786 Wien – 1839 Alsergrund, (Alser)                                                    | 18. Jh., 19. Jh.            | Österreich                                           | Beleg: |
| Michael Hibbit                                                                                                  | * 1947 London, England                                                                  | 20. Jh., 21. Jh.            | Vereinigtes Königreich                               | Beleg: |
| Adolf von Hildebrand                                                                                            | 1847–1921                                                                               | 19. Jh., 20. Jh.            | Deutschland                                          | |
| Johann Georg Hille                                                                                              | 1772 Frankfurt am Main - 1816 ebenda                                                    | 18. Jh., 19. Jh.            | Deutschland                                          | Münzwardein in Frankfurt ab 1798 Signatur: H |
| Johann Heinrich Hille                                                                                           | 1737 Kleinern im Edertal - 1802 Frankfurt am Main                                       | 18. Jh., 19. Jh.            | Deutschland                                          | Münzwardein in Frankfurt 1790–1798 |
| Nicholas Hilliard                                                                                               | ca. 1547–1619                                                                           | 16. Jh.                     | Vereinigtes Königreich                               | |
| Elisabeth Hirzel-Burggraf                                                                                       | Kunstmedaille um 1900                                                                   | 19. Jh., 20. Jh.            | Deutschland                                          | Beleg: |
| Margarete Hoenerbach                                                                                            | 1848–1924                                                                               | 19. Jh., 20. Jh.            | Deutschland                                          | |
| Alexander Höfer                                                                                                 | 1877–1937                                                                               | 19. Jh., 20. Jh.            | Deutschland                                          | |
| Tubal Höfling                                                                                                   | 1806 Suhl – 1886                                                                        | 19. Jh.                     | Deutschland                                          | Schüler von Johann Veit Döll |
| Alfred Hofmann                                                                                                  | 1879–1958                                                                               | 19. Jh., 20. Jh.            | Österreich                                           | |
| Otto Hofner | 1879–1946                                                                               | 19. Jh., 20. Jh.            | Österreich                                           | |
| Johann Andreas Hoffmann                                                                                         | 1776–1856                                                                               | 18. Jh., 19. Jh.            | Deutschland                                          | Medailleur an der Berliner Münze |
| Ferdinand Hoffstätter                                                                                           | Firmengründung 1818 in Bonn                                                             | 19. Jh., 20. Jh., 21. Jh.   | Deutschland                                          | |
| Lorenz Hoffstätter                                                                                              | 1904–1987                                                                               | 20. Jh.                     | Deutschland                                          | Seit 1938 Leiter der Firma Ferdinand Hoffstätter Bonn |
| Rudi Högner | 1907–1995                                                                               |                             | Deutschland                                          | |
| Johann Höhn der Ältere                                                                                          | 1607 – nach 1664 in Danzig                                                              | 17. Jh.                     | Deutschland und Polen                                | |
| Johann Höhn der Jüngere                                                                                         | 1635 Danzig – Langfuhr bei Danzig                                                       | 17. Jh.                     | Deutschland                                          | Beleg: |
| Copius Hoitsema                                                                                                 | 1867 Groningen – 1958 Zuidlaren                                                         | 19. Jh., 20. Jh.            | Niederlande                                          | Beleg: Münzzeichen: Seepferdchen. |
| Albert Holl | 1890–1970                                                                               | 20. Jh.                     | Deutschland                                          | |
| Léo Holmgren | 1904 Paris – 1989 Stockholm                                                             | 20. Jh.                     | Schweden                                             | Beleg: |
| Johann Georg Holtzhey                                                                                           | 1729 Amsterdam – 1808 ebenda                                                            | 18. Jh., 19. Jh.            | Niederlande                                          | Signatur: I·G·H· |
| Martin Holtzhey                                                                                                 | 1697–1764                                                                               | 18. Jh.                     | Deutschland und Niederlande                          | Beleg: |
| Adolf Otto Holub                                                                                                | 1882 Wien – 1952 ebenda                                                                 | 19. Jh., 20. Jh.            | Österreich und Deutschland                           | Lehrer an der Kunstgewerbeschule Essen. Signatur: A.O. HOLVB |
| Franz Friedrich Homberg                                                                                         | 1851 Magdeburg – 1922 Bern                                                              | 19. Jh., 20. Jh.            | Deutschland und Schweiz                              | Beleg: |
| Luis Marchionni Hombrón                                                                                         | 1815 Paris – 1894 Madrid                                                                | 19. Jh.                     | Spanien                                              | |
| Claus Homfeld                                                                                                   | 1933 Bremen - 2019 ebenda                                                               | 20. Jh., 21. Jh.            | Deutschland                                          | auch Klaus Homfeld |
| Christian Höpfner                                                                                               | * 1939–2014                                                                             | 20. Jh., 21. Jh.            | Deutschland                                          | |
| Romeyn de Hooghe                                                                                                | 1645–1708                                                                               | 17. Jh., 18. Jh.            | Niederlande                                          | |
| Jaroslav Horejc                                                                                                 | 1886 Prag – 1983 ebenda                                                                 | 20. Jh.                     | Tschechien                                           | Signatur J·H· |
| Friedrich Wilhelm Hörnlein                                                                                      | 1873–1945                                                                               | 19. Jh., 20. Jh.            | Deutschland                                          | auch Fritz Hörnlein |
| Richard Horn (Bildhauer)                                                                                        | 1898–1989                                                                               | 20. Jh.                     | Deutschland                                          | Medailleur? |
| Leo Horovitz | 1876 Gnesen, Großherzogtum Posen – 1964 London, England                                 | 19. Jh., 20. Jh.            | Deutschland                                          | Beleg: |
| Hermann Hosaeus                                                                                                 | 1875–1958                                                                               | 19. Jh., 20. Jh.            | Deutschland                                          | |
| Keith Arthur Howes                                                                                              | * 1927                                                                                  |                             | Vereinigtes Königreich                               | Dieser Eintrag ist nicht hinreichend mit Belegen (beispielsweise Einzelnachweisen ) ausgestattet. Angaben ohne ausreichenden Beleg könnten demnächst entfernt werden. Bitte hilf Wikipedia, indem du die Angaben recherchierst und gute Belege einfügst. Juni 2024 |
| Heinz Hoyer | * 1949                                                                                  |                             | Deutschland                                          | |
| Paula von der Hude                                                                                              | 1874–1957                                                                               | 19. Jh., 20. Jh.            | Deutschland                                          | Beleg: |
| August Hudler                                                                                                   | 1868–1905                                                                               | 19. Jh., 20. Jh.            | Deutschland                                          | |
| Henri Huguenin                                                                                                  | 1879 Le Locle – 1920 ebenda                                                             | 20. Jh.                     | Schweiz                                              | Beleg: |
| Roger Huguenin                                                                                                  | 1906–1990                                                                               | 20. Jh.                     | Schweiz                                              | Beleg: |
| Fritz Huguenin-Jacot                                                                                            | 1845 Le Locle, Kanton Neuenburg – 1915 Le Locle                                         | 19. Jh., 20. Jh.            | Schweiz                                              | Beleg: |
| Ludwig Hujer | 1872–1968                                                                               | 19. Jh., 20. Jh.            | Österreich                                           | Beleg: und offline |
| August Hummel                                                                                                   | 1866 Stuttgart – 1933 Nürnberg                                                          | 19. Jh., 20. Jh.            | Deutschland                                          | Beleg: |
| Friedensreich Hundertwasser                                                                                     | 1928–2000                                                                               | 20. Jh.                     | Österreich                                           | |
| Ingeborg Hunzinger                                                                                              | 1915–2009                                                                               | 20. Jh.                     | Deutschland                                          | Medailleurin? |
| Victor Huster                                                                                                   | * 1955                                                                                  | 20. Jh., 21. Jh.            | Deutschland                                          | |
| Jaroslav F. Huta                                                                                                | * 1940 Charvátská Nová Ves, Tschechoslowakei                                            | 20. Jh., 21. Jh.            | Deutschland, Kanada, Tschechien                      | Beleg: |
| Alexander Hutter                                                                                                | 1817 Konstanz - 1876 Bern                                                               | 19. Jh.                     | Schweiz                                              | Designer Schweizer Kleinmünzen ab 1850 |
| Paul Huybrechts                                                                                                 | * 1951 Winksele Belgien                                                                 | 20. Jh., 21. Jh.            | Belgien                                              | Beleg: |
| I |                                                                                         |                             |                                                      | |
| Bonaventura Ingen-Housz                                                                                         | 1881–1953                                                                               | 19. Jh., 20. Jh.            | Niederlande                                          | Beleg: Bildhauer, kein Nachweis als Medailleur. |
| Thomas Wells Ingram                                                                                             | 1799–1844                                                                               | 19. Jh.                     | Vereinigtes Königreich                               | Beleg: |
| Haralambie Ionescu                                                                                              | 1913 Curtea de Argeș, Rumänien - 1977 Bukarest                                          | 20. Jh.                     | Rumänien                                             | Beleg: |
| Christopher Ironside                                                                                            | 1913 London – 1992 Winchester, Hampshire                                                | 20. Jh.                     | Vereinigtes Königreich                               | Beleg: |
| József Ispánki                                                                                                  | 1906 Budapest – 1992 ebenda                                                             | 20. Jh.                     | Ungarn                                               | Beleg offline. |
| István Iván | 1905–1967                                                                               | 20. Jh.                     | Ungarn                                               | Beleg: |
| J |                                                                                         |                             |                                                      | |
| Toivo Jaatinen                                                                                                  | 1926–2017                                                                               | 20. Jh.                     | Finnland                                             | Beleg: |
| Johann Ludwig Jachtmann                                                                                         | 1776–1842                                                                               | 19. Jh.                     | Deutschland                                          | |
| Hans Jacob\| | Münzmeister in Dresden 1625 - 1635†                                                     | 17. Jh.                     | Deutschland                                          | Beleg: |
| Reinhard Jacob                                                                                                  | * 1951                                                                                  | 20. Jh., 21. Jh.            | Deutschland                                          | |
| Meinhard Jacoby                                                                                                 | 1873–1956                                                                               | 19. Jh., 20. Jh.            | Deutschland                                          | |
| Jacopo Nizzola da Trezzo                                                                                        | 1515/1519–1589                                                                          | 16. Jh.                     | Italien                                              | Beleg: Jacopo Nizzola, genannt: da Trezzo |
| Andreas Jähnig                                                                                                  | * 1951                                                                                  | 20. Jh., 21. Jh.            | Deutschland                                          | Beleg: |
| Albert de Jaeger                                                                                                | 1908 Roubaix – 1992 Paris                                                               | 20. Jh.                     | Frankreich                                           | |
| Wilhelm Jaeger                                                                                                  | 1888–1979                                                                               | 20. Jh.                     | Deutschland                                          | |
| Adolf Jäger, genannt Pfennig-Jäger                                                                              | 1895–1983                                                                               | 20. Jh.                     | Deutschland                                          | |
| Georgios Jakobides                                                                                              | 1853–1932                                                                               | 19. Jh., 20. Jh.            | Griechenland und Deutschland                         | |
| Wenzel Jamnitzer                                                                                                | 1508–1585                                                                               | 16. Jh.                     | Deutschland                                          | |
| Johannes Janda                                                                                                  | 1827–1875                                                                               | 19. Jh.                     | Deutschland                                          | |
| Gerhard Janensch                                                                                                | 1860–1933                                                                               | 19. Jh., 20. Jh.            | Deutschland                                          | |
| Anna Jarnuszkiewicz                                                                                             | 1935 Warschau -                                                                         | 20. Jh., 21. Jh.            | Polen                                                | Beleg: |
| Jerzy Mieczysław Jarnuszkiewicz                                                                                 | 1919 Kalisch – 2005 Warschau                                                            | 20. Jh., 21. Jh.            | Polen                                                | Signatur: JJ |
| Jo Jastram | 1928–2011                                                                               | 20. Jh., 21. Jh.            | Deutschland                                          | Medailleur? |
| Wojciech Jastrzębowski                                                                                          | 1884–1963                                                                               | 20. Jh.                     | Polen                                                | Beleg: und offline. |
| Heinrich Jauner                                                                                                 | 1833–1912                                                                               | 19. Jh., 20. Jh.            | Österreich                                           | |
| Jobst Jacob Jenisch                                                                                             | 1660–1741                                                                               | 17. Jh., 18. Jh.            | Deutschland                                          | |
| Gunnar Jensen                                                                                                   | 1863 Kopenhagen – 1948 Frederiksberg                                                    | 19. Jh., 20. Jh.            | Dänemark                                             | eigentlich: Knud Gunnar Jensen. Signatur: GJ |
| Romain Vincent Jeuffroy                                                                                         | 1749 Rouen – 1829 Bas-Prunay (Département Yvelines)                                     | 18. Jh., 19. Jh.            | Frankreich                                           | Beleg: |
| Anton Zvone Jezovsek                                                                                            | 1935 Gutenstein in Kärnten, heute Slowenien – 2017 Sankt Blasien, Baden-Württemberg     | 20. Jh.; 21. Jh.            | Deutschland                                          | Beleg: |
| Joaquin Jimenez                                                                                                 | * 1956 Saumur (Maine-et-Loire)                                                          | 20. Jh., 21. Jh.            | Frankreich                                           | |
| Heinrich Jobst                                                                                                  | 1874–1943                                                                               | 20. Jh.                     | Deutschland                                          | |
| Stabilimento Stefano Johnson                                                                                    | Unternehmen aktiv in Mailand 1836 - 2019                                                | 19. Jh., 20. Jh., 21. Jh    | Italien                                              | Beleg: |
| Raymond Joly-Clare                                                                                              | 1911 Paris – 2006 Chaumont-en-Vexin                                                     | 20. Jh., 21. Jh.            | Frankreich                                           | Beleg: |
| Elizabeth Jones                                                                                                 | * 1935                                                                                  | 20. Jh.                     | Vereinigte Staaten                                   | 11. Chief Engraver of the United States Mint |
| Jacques Jonghelinck                                                                                             | 1530 Antwerpen – 1606 ebenda                                                            | 16. Jh.                     | Niederlande, heute Belgien.                          | Beleg: |
| Jörgum & Trefz                                                                                                  | Prägeanstalt in Frankfurt am Main 1892–1943                                             | 19. Jh., 20. Jh.            | Deutschland                                          | Beleg: |
| Julius Götsch Jordan                                                                                            | 1864–1903                                                                               | 19. Jh.                     | Deutschland                                          | Beleg: |
| Adolphe Christian Jouvenel                                                                                      | 1798–1867                                                                               | 19. Jh.                     | Belgien                                              | Beleg: |
| Laurent Jorio                                                                                                   | * 1973 Bouaké, Elfenbeinküste                                                           | 20. Jh., 21. Jh.            | Frankreich                                           | Dieser Eintrag ist nicht hinreichend mit Belegen (beispielsweise Einzelnachweisen ) ausgestattet. Angaben ohne ausreichenden Beleg könnten demnächst entfernt werden. Bitte hilf Wikipedia, indem du die Angaben recherchierst und gute Belege einfügst. Juni 2024 |
| Ludwig Jünger                                                                                                   | 1856 Neutitschein, heute Nový Jičín – 1906 Amsterdam                                    | 19. Jh., 20. Jh.            | Niederlande                                          | Beleg: |
| K |                                                                                         |                             |                                                      | |
| Ludwig Kachel                                                                                                   | 1791–1878                                                                               | 19. Jh.                     | Deutschland                                          | Signatur:K |
| Josef Kapitz | 1910 Teplitz-Schoenau (heute Tschechien)–1982 Königswinter                              | 20. Jh.                     | Österreich und Deutschland                           | Signatur: JK (Monogramm) |
| Eduard Kaempffer                                                                                                | 1859–1926                                                                               | 19. Jh., 20. Jh.            | Deutschland                                          | Beleg als bedeutender Medailleur fehlt, eine Hochzeitsmedaille ist bekannt |
| Josef Kaiser | * 1954                                                                                  | 20. Jh., 21. Jh.            | Österreich                                           | |
| Leopold von Kalckreuth                                                                                          | 1855–1928                                                                               | 19. Jh., 20. Jh.            | Deutschland                                          | |
| Otto Kallenbach                                                                                                 | 1911–1992                                                                               | 20. Jh.                     | Deutschland                                          | |
| Heinrich Ernst Karl                                                                                             | 1781–1854                                                                               | 18. Jh., 19. Jh.            | Österreich                                           | Beleg: |
| Arvid Karlsteen, auch: Karlstén                                                                                 | 1647–1718                                                                               | 17. Jh., 18. Jh.            | Schweden                                             | |
| Hugo Kaufmann                                                                                                   | 1868–1919                                                                               | 19. Jh., 20. Jh.            | Deutschland                                          | |
| Heinrich Kautsch                                                                                                | 1859–1943                                                                               | 19. Jh., 20. Jh.            | Österreich                                           | |
| Max von Kawaczynski                                                                                             | 1860 Eisenach – 1912 Berlin                                                             | 19. Jh., 20. Jh.            | Deutschland                                          | zuletzt aktiv 1908 |
| David van der Kellen der Ältere                                                                                 | 1764–1825                                                                               | 18. Jh., 19. Jh.            | Niederlande                                          | I, Künstlerfamilie, Beleg: |
| David van der Kellen der Jüngere                                                                                | 1804–1879                                                                               | 18. Jh., 19. Jh.            | Niederlande                                          | II, Sohn des Van der Kellen d. Ä., Vater des David van der Kellen (Maler, 1827–1895) und des Johan Philip van der Kellen (1831–1906) Beleg: |
| Johan Philip van der Kellen                                                                                     | 1831–1906                                                                               | 19. Jh.                     | Niederlande                                          | 2. Sohn des Van der Kellen d. J., Signatur: VDK Beleg: |
| Hans Kels der Ältere                                                                                            | ca. 1480/1485–1559                                                                      | 16. Jh.                     | Deutschland                                          | Künstlerfamilie des 16. Jh. Beleg: |
| Hans Kels der Jüngere                                                                                           | ca. 1510–1565                                                                           | 16. Jh.                     | Deutschland                                          | Künstlerfamilie des 16. Jh. Sohn des Hans Kels d. Ä. Beleg: |
| Veit Kels | ca. 1513/14–1594/95                                                                     | 16. Jh.                     | Deutschland                                          | Künstlerfamilie des 16. Jh. Sohn des Hans Kels d. Ä. Beleg: |
| Horst Rainer Kerger                                                                                             | * 1943 Düsseldorf                                                                       | 20. Jh.; 21. Jh             | Deutschland                                          | Signatur: HRK (Monogramm), Meisterschüler von Beuys |
| A. Kersting | 1865 tätig in London, England                                                           | 19. Jh.                     | Deutschland und Vereinigtes Königreich               | Medaille zur Eröffnung der Deutschen Turnhalle (German Gymnasium) in London 1865. |
| Henry Kettle & Sons                                                                                             | tätig in Birmingham 1792–1830                                                           | 18. Jh., 19. Jh.            | Vereinigtes Königreich                               | Beleg: |
| Jan Alfons Keustermans                                                                                          | * 1940 Antwerpen-Hoboken                                                                | 20. Jh., 21. Jh.            | Belgien                                              | |
| Emil Kiemlen | 1869–1956                                                                               | 20. Jh.                     | Deutschland                                          | kein Beleg als bedeutender Medailleur |
| Agatha Kill | * 1948                                                                                  | 20. Jh., 21. Jh.            | Deutschland                                          | |
| András Kiss Nagy                                                                                                | 1930–1997                                                                               | 20. Jh.                     | Ungarn                                               | |
| Heinrich Kissing                                                                                                | 1850 Gründer der Kissing GmbH in Menden.                                                | 19. Jh.                     | Deutschland                                          | Beleg: |
| Richard Kissling                                                                                                | 1848–1919                                                                               | 19. Jh., 20. Jh.            | Schweiz                                              | |
| Georg Wilhelm Kittel                                                                                            | 1694–1769                                                                               | 18. Jh.                     | Deutschland                                          | Sohn des Johann Kittel, Beleg: |
| Johann Kittel                                                                                                   | 1656–1740                                                                               | 17. Jh., 18. Jh.            | Deutschland                                          | Breslauer Künstlerfamilie des 17.–18. Jh., Beleg: |
| Johann Gottlieb Kittel                                                                                          | 1688–1727                                                                               | 17. Jh., 18. Jh.            | Deutschland                                          | Sohn des Johann Kittel, älterer Bruder des Georg Wilhelm Kittel, Beleg: |
| Philipp Kittler                                                                                                 | 1861–1944                                                                               | 19. Jh., 20. Jh.            | Deutschland                                          | |
| Ruprecht Niclas Kitzkatz                                                                                        | 1587-1642                                                                               | 17. Jh.                     | Deutschland                                          | Beleg: |
| Alexei Alexejewitsch Klepikow                                                                                   | 1803–1852                                                                               | 19. Jh.                     | Russland                                             | Beleg: Geburtsjahr auch: 1801 |
| Carla Klein | * 1943                                                                                  | 20. Jh.                     | Niederlande                                          | Beleg: |
| Max Klein | 1847–1908                                                                               | 19. Jh., 20. Jh.            | Deutschland                                          | |
| Richard Klein                                                                                                   | 1890–1967                                                                               | 20. Jh.                     | Deutschland                                          | |
| Friedrich Kleinert                                                                                              | 1633 Bartenstein – 1714 Nürnberg                                                        | 17. Jh., 18. Jh.            | Deutschland                                          | Beleg: |
| Siegfried Klengler                                                                                              | * 1939 Lommatzsch                                                                       | 20. Jh., 21. Jh.            | Deutschland                                          | Beleg: |
| Fritz Klimsch                                                                                                   | 1870–1960                                                                               | 19. Jh., 20. Jh.            | Deutschland                                          | Signatur: F.K. Er stand in Hitlers Gottbegnadeten-Liste |
| Max Klinger | 1857–1920                                                                               | 19. Jh., 20. Jh.            | Deutschland                                          | |
| Wilfried Klink                                                                                                  | * 1951 Wismar                                                                           | 20. Jh., 21. Jh.            | Deutschland                                          | Beleg: |
| Bettina Klink-von Woyski                                                                                        | Berliner Bildhauerin seit dem Ende des 20. Jh.                                          | 20. Jh., 21. Jh.            | Deutschland                                          | Entwurf von DDR Gedenkmünzen. |
| Hubert Klinkel                                                                                                  | * 1939                                                                                  | 20. Jh.                     | Deutschland                                          | Entwarf die 2-DM-Münze Willy Brandt |
| Silvia Klöde-Hoffmann                                                                                           | * 1956 Kleinmachnow, Brandenburg                                                        | 20. Jh., 21. Jh.            | Deutschland                                          | Beleg: |
| Karl Knappe | 1884–1970                                                                               | 20. Jh.                     | Deutschland                                          | Medailleur? |
| Milan Knobloch                                                                                                  | * 1921                                                                                  | 20. Jh.                     | Tschechien                                           | |
| Georg Knoll | Münzwardein in Nürnberg 1779–1799                                                       | 18. Jh.                     | Deutschland                                          | Signatur zusammen mit Münzmeister Riedner: K. R. (N) |
| Hans Schierven Knoph                                                                                            | Münzmeister in Hamburg 1805–1842, 1766 Ringsaker, Hedmark, Norwegen - 1848 Hamburg      | 18. Jh., 19. Jh.            | Deutschland                                          | Signatur: H.S.K. |
| Otto Heinrich Knorre                                                                                            | 1724 Clausthal - 1805 Hamburg                                                           | 18. Jh., 19. Jh.            | Deutschland                                          | Signatur: O.H.K. Münzmeister in Hamburg 1761 – 1805 |
| Johann Christian Koch                                                                                           | 1680 Aken (Elbe) –1742 Gotha                                                            | 18. Jh.                     | Deutschland                                          | Münzgraveur der Münzstätte Gotha |
| Josef Kölblinger                                                                                                | 1912–1993                                                                               | 20. Jh.                     | Österreich                                           | |
| Johannes Ködding                                                                                                | 1876–1959                                                                               | 20. Jh.                     | Deutschland                                          | Beleg: offline |
| Anton Friedrich König                                                                                           | 1756–1838                                                                               | 18. Jh., 19. Jh.            | Deutschland                                          | Sohn des gleichnamigen Miniaturmalers Anton Friedrich König (Maler) . Signatur: K |
| Friedrich Anton König                                                                                           | 1794 Breslau – 1844 Dresden                                                             | 19. Jh.                     | Deutschland                                          | Sohn des Anton Friedrich König (1756–1838) Beleg: |
| Fritz Koenig | 1924–2017                                                                               | 20. Jh.                     | Deutschland                                          | kein Hinweis auf Medailleur im Artikel |
| Fritz König (Medailleur)                                                                                        | 1866 Erlangen – nach 1935                                                               | 19. Jh., 20. Jh.            | Deutschland                                          | Signatur: FK |
| Helmut König | 1934–2017                                                                               | 20. Jh.                     | Deutschland                                          | |
| Heinrich Körner                                                                                                 | 1908–1993                                                                               | 20. Jh.                     | Deutschland                                          | Schuf die 5-DM-Gedenkmünze für Theodor Fontane |
| Hans Köttenstorfer                                                                                              | 1911–1995                                                                               | 20. Jh.                     | Österreich                                           | Chefgraveur der Wiener Münzstätte |
| Moissey Kogan                                                                                                   | 1879–1943                                                                               | 20. Jh.                     | wechselnd                                            | russisch-jüdischer Bildhauer, geboren in Bessarabien, gestorben in Auschwitz |
| Zdeněk Kolarsky                                                                                                 | * 1931 Kostelec nad Orlicí, Böhmen -                                                    | 20. Jh., 21. Jh.            | Tschechien                                           | Beleg: |
| Georg Kolbe | 1877–1947                                                                               | 20. Jh.                     | Deutschland                                          | |
| Demetre Kontos                                                                                                  | Graveur in Karpenisi                                                                    | 19. Jh.                     | Griechenland                                         | Medailleur der griechischen Münzen von 1831 |
| Heinrich Köppers                                                                                                | Münzmeister in Köln 1723–1735                                                           | 18. Jh.                     | Deutschland                                          | |
| Mario Korbel | 1882–1954                                                                               | 19. Jh., 20. Jh.            | Österreich-Ungarn und Vereinigte Staaten von Amerika | |
| Fred Kormis | 1894 Frankfurt am Main – 1986                                                           | 20. Jh.                     | Deutschland und Vereinigtes Königreich               | Beleg: |
| Ferdinand Korn                                                                                                  | um 1825 Mainz - um 1870                                                                 | 19. Jh.                     | Deutschland                                          | Beleg: |
| Johann Jakob Kornmann, genannt il Cormano                                                                       | † 1649                                                                                  | 17. Jh.                     | Deutschland                                          | Tätig in Venedig, Rom (päpstlichen Münze), unterlag der Inquisition, weil er auf einer Medaille Papst Innozenz X. mit dessen Schwägerin Olimpia Maidalchini dargestellt hatte; auch Kornemano; Beleg:                                                              |
| Paul Koroleff                                                                                                   | 1896 St Petersburg, Russland - 1992 Beirut, Libanon                                     | 20. Jh.                     | Russland und Libanon                                 | Design von Kursmünzen der Republik Libanon |
| József Kótai | * 1940 Sopron (Ödenburg), Ungarn                                                        | 20. Jh., 21. Jh.            | Ungarn                                               | Signatur: KJ |
| Franz Kounitzky                                                                                                 | 1880 Wien – 1928 Eichgraben                                                             | 19. Jh., 20. Jh.            | Österreich                                           | Tätig am Wiener Hauptmünzamt |
| Wacław Kowalik                                                                                                  | 1913 Studzianki – 1983 Warschau                                                         | 20. Jh.                     | Polen                                                | Beleg: |
| Klaus Kowalski                                                                                                  | * 1929                                                                                  | 20. Jh., 21. Jh.            | Deutschland                                          | FIDEM 1983–2010; Beleg: |
| Joseph Kowarzik                                                                                                 | 1860–1911                                                                               | 19. Jh., 20. Jh.            | Österreich tätig in Deutschland                      | Älterer Bruder des Rudolf Kowarzik, Beleg: |
| Rudolf Kowarzik                                                                                                 | 1871–1940                                                                               | 19. Jh., 20. Jh.            | Österreich tätig in Deutschland                      | Jüngerer Bruder des Joseph Kowarzik, Beleg: |
| Hans Krafft der Ältere                                                                                          | vor 1500; † 1542?                                                                       | 16. Jh.                     | Deutschland                                          | auch: Kraft. |
| Arnold Kramer                                                                                                   | 1863–1918                                                                               | 19. Jh., 20. Jh.            | Deutschland                                          | |
| Alexander Kraumann                                                                                              | 1870 Budapest – 1956 Frankfurt am Main                                                  | 19. Jh., 20. Jh.            | Deutschland                                          | Beleg: |
| August Kraus | 1868–1934                                                                               | 19. Jh., 20. Jh.            | Deutschland                                          | |
| Damian Krauwinckel                                                                                              | tätig 1543–1581 in Nürnberg                                                             | 16. Jh.                     | Deutschland                                          | Beleg: |
| Egidius Krauwinckel                                                                                             | tätig 1570–1613 in Nürnberg                                                             | 16. Jh., 17. Jh.            | Deutschland                                          | Beleg: |
| Hans Krauwinckel I                                                                                              |                                                                                         | tätig 1562–1586 in Nürnberg | Deutschland                                          | |
| Hans Krauwinckel II                                                                                             |                                                                                         | tätig 1586–1635 in Nürnberg | Deutschland                                          | Beleg: |
| Franz Paul Krischker                                                                                            | 1896 Schlesien – 1955 Berlin                                                            | 20. Jh.                     | Deutschland                                          | Beleg: |
| Albrecht Krieger                                                                                                | 1663–1726                                                                               | 17. Jh., 18. Jh.            | Deutschland                                          | Beleg: |
| Frederik Christopher Krohn                                                                                      | 1806 Sorø – 1883 Kopenhagen                                                             | 19. Jh.                     | Dänemark                                             | Beleg: |
| Arthur Krüger                                                                                                   | 1866–nach 1927                                                                          | 19. Jh., 20. Jh.            | Deutschland                                          | |
| Karl Reinhard Krüger                                                                                            | 1794 Dresden – 1879 ebenda                                                              | 19. Jh.                     | Deutschland                                          | Graveur an der königlichen Münze in Dresden 1817–1857. Signatur R. K. |
| Christian Joseph Krüger                                                                                         | 1759–1814                                                                               | 18. Jh., 19. Jh.            | Deutschland                                          | Beleg: |
| Friedrich Heinrich Krüger                                                                                       | 1749–1805                                                                               | 18. Jh., 19. Jh.            | Deutschland                                          | Beleg: |
| Ortrud Krüger-Stohlmann                                                                                         | Bildhauerin in Bad Homburg v. d. Höhe                                                   | 20. Jh., 21. Jh.            | Deutschland                                          | Beleg: Medailleurin der St.-Georgs-Plakette. |
| Hans Krug der Ältere                                                                                            | um 1455–1519                                                                            | 15. Jh., 16. Jh.            | Deutschland                                          | Beleg: |
| Hans Krug der Jüngere                                                                                           | 1485–1528                                                                               | 16. Jh.                     | Deutschland                                          | Beleg: |
| Ludwig Krug | um 1490–1532                                                                            | 16. Jh.                     | Deutschland                                          | Beleg: |
| George Kruger Gray                                                                                              | 1880–1943                                                                               | 20. Jh.                     | Vereinigtes Königreich                               | |
| Christian Friedrich Krull                                                                                       | 1748–1787                                                                               | 1820. Jh.                   | Deutschland                                          | |
| Bruno Kruse | 1855-1934                                                                               | 19. Jh., 20. Jh.            | Deutschland                                          | |
| Rudolf Kube | tätig in Berlin 1897 - 1918                                                             | 19. Jh., 20. Jh.            | Deutschland                                          | Herausgeber der Siegespfennige zum 1. Weltkrieg |
| Ernst Wilhelm Kubiena                                                                                           | 1902–1973                                                                               | 20. Jh.                     | Österreich                                           | Beleg: und offline. |
| Conrad Heinrich Küchler                                                                                         | 1746 Hessen-Darmstadt – 1810 Birmingham, England                                        | 18. Jh., 19. Jh.            | Deutschland, Vereinigtes Königreich                  | Beleg: |
| Rudolf Küchler                                                                                                  | 1867-nach 1954                                                                          | 19. Jh., 20. Jh.            | Österreich, Deutschland                              | |
| Carl Kühl | 1864–?                                                                                  | 19. Jh., 20. Jh.            | Deutschland                                          | Beleg: |
| Georg Albrecht (Albert) Ferdinand Küner                                                                         | 1819 Lindau, Bayern – 1906 San Francisco, USA                                           | 19. Jh., 20. Jh.            | Deutschland und Vereinigte Staaten                   | Beleg: |
| Pertti Kukkonen                                                                                                 | * 1954                                                                                  | 20. Jh., 21. Jh.            | Finnland                                             | Beleg: |
| Friedrich Wilhelm Kullrich                                                                                      | 1821–1887                                                                               | 19. Jh.                     | Deutschland                                          | |
| Reinhard Kullrich                                                                                               | 1869–1947                                                                               | 19. Jh., 20. Jh.            | Deutschland                                          | |
| Gustav Friedrich Wilhelm Kumm                                                                                   | 1861–1939                                                                               | 19. Jh., 20. Jh.            | Deutschland                                          | Beleg: |
| Carl Kundmann                                                                                                   | 1837 Wien - 1919 ebenda                                                                 | 19. Jh., 20. Jh.            | Österreich                                           | |
| Wolf-Eike Kuntsche                                                                                              | * 1941                                                                                  | 20. Jh., 21. Jh.            | Deutschland                                          | |
| Lilla Kunvári                                                                                                   | 1897–1984                                                                               | 20. Jh.                     | Ungarn                                               | Beleg: |
| László Kutas | * 1936 Budapest                                                                         | 20. Jh., 21. Jh.            | Ungarn                                               | Beleg: |

A
B
C
D
E
F
G
H
I
J
K
L
M
N
O
P
Q
R
S
T
U
V
W
X
Y
Z